# Harnischfeger Corporation
Harnischfeger Corporation war ein US-amerikanischer Baumaschinenhersteller aus Milwaukee. Bis in die 1970er-Jahre war das Unternehmen einer der führenden Kran- und Baggerhersteller weltweit.

## Unternehmensgeschichte

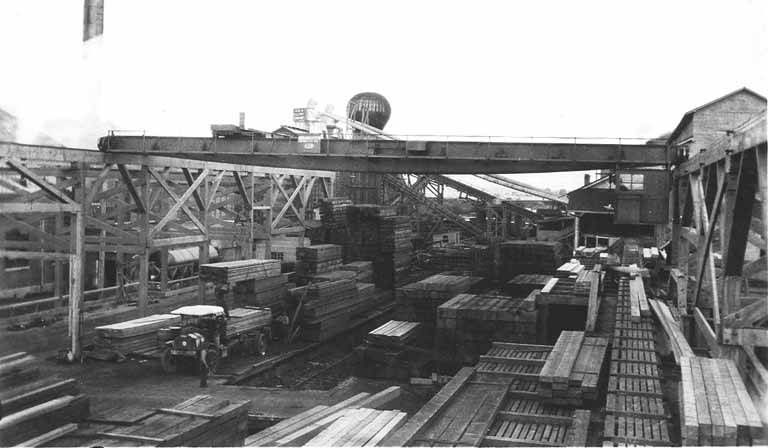
P&H-Industriekran zu Beginn des 20. Jahrhunderts

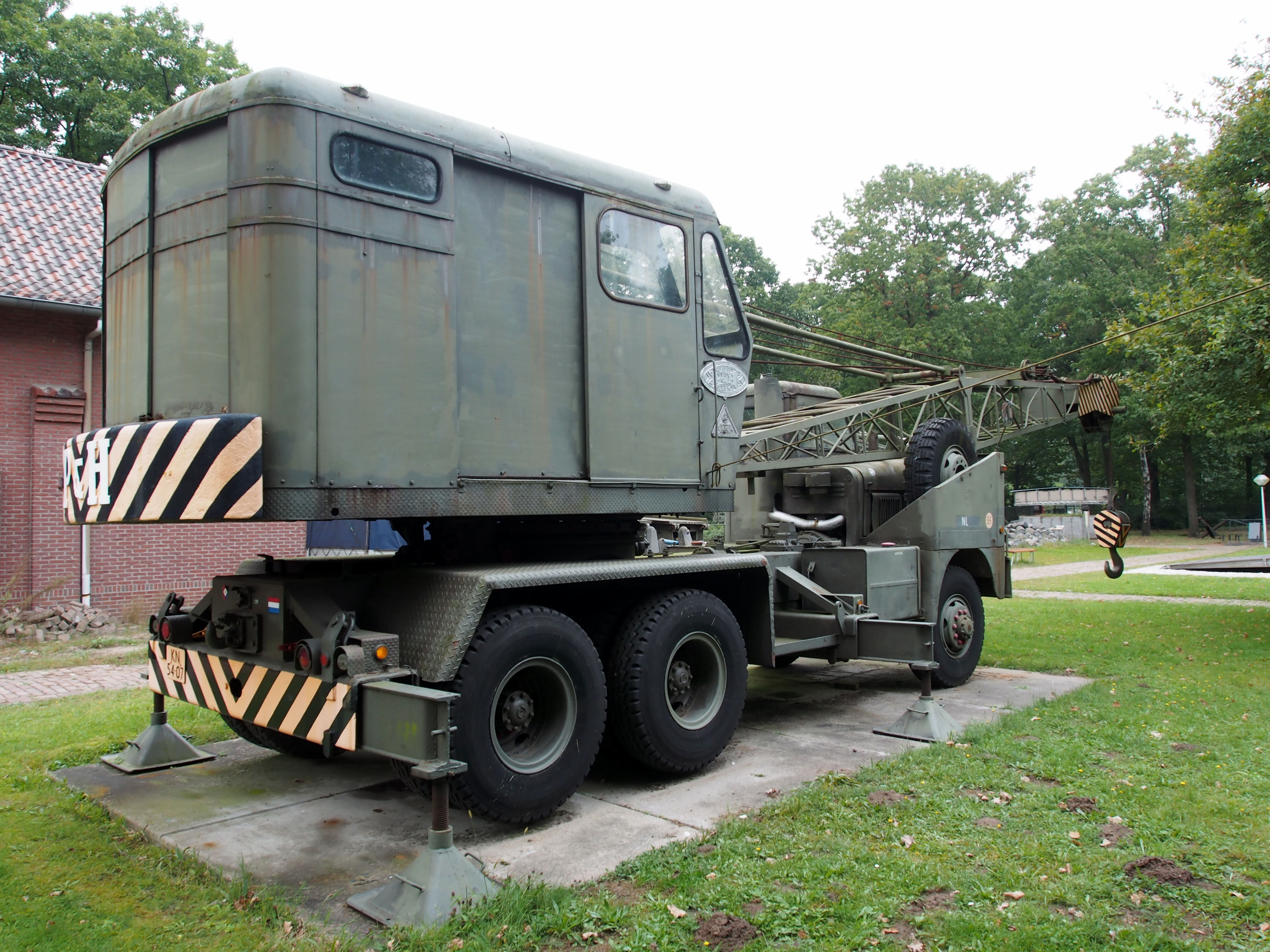
P&H-Kran auf LKW-Fahrgestell aus dem Jahr 1958

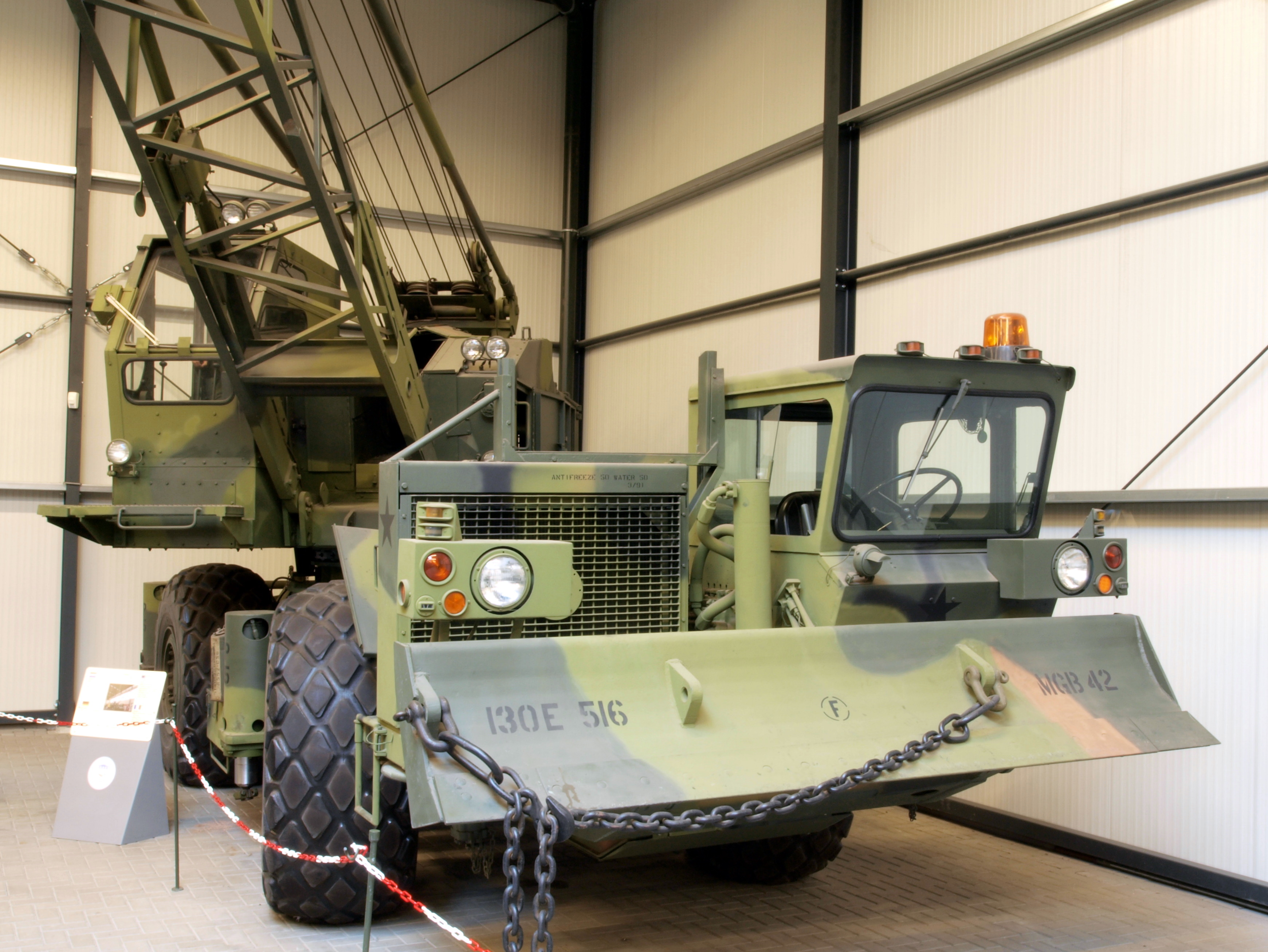
Geländegängiger Kran P&H M320RT der US Army

Pawling and Harnischfeger (P&H) war ein in Milwaukee ansässiges Unternehmen, das sich auf Elektromotoren, die Konstruktion und Herstellung von Kränen und später auf die Herstellung von Bergbauausrüstung für den Tage- und Untertagebergbau spezialisierte. Alonzo Pawling und Henry Harnischfeger gründeten in Walker's Point eine kleine Maschinenwerkstatt, die Maschinen für lokale Unternehmen reparierte und erst später begann, eigene Produkte herzustellen. Das Unternehmen stellte auch Strick- und Nähmaschinen für die damals boomende Textilindustrie der Stadt her. Der Einsturz eines seilbetriebenen Krans in einer Fabrik im Jahr 1887 bot den beiden Unternehmern die Gelegenheit, ihr neuestes Produkt, den elektrischen Kran, zu bewerben und erfolgreich in den Markt einzuführen. Der elektrische Kran wurde das erste von vielen Produkten, welche P&H für das Baugewerbe und den Materialumschlag herstellte. Als sich die US-amerikanischen Städte um 1900 flächenmäßig ausbreiteten, benötigten die Baufirmen moderne Maschinen und Kräne, um die Nachfrage nach mehrstöckigen Gebäuden zu bedienen. P&H bedeutete dies eine deutliche Unternehmensexpansion.
Der schlechte Gesundheitszustand von Alonzo Pawling zwang ihn, seine Partnerschaft mit Harnischfeger im Jahr 1911 aufzulösen und seine Anteile an Henry Harnischfeger zu verkaufen. Dieser benannte das Unternehmen 1911 in Harnischfeger Corporation um, die Marke P&H blieb aber bestehen. Henry Harnischfeger beaufsichtigte die Expansion und das Wachstum des Unternehmens bis 1930, als sein Sohn Walter die Leitung übernahm. Walter Harnischfeger leitete das Unternehmen während des Zweiten Weltkrieges, als die Produktion von Kränen und Grabmaschinen für das US-Militär hochgefahren wurde. Ab 1942 stellte die Harnischfeger Corporation P&H-Kräne für den Kriegseinsatz her. 1963 wurde die Milwaukee Electric Crane & Manufacturing Corporation aufgekauft.
Im Jahr 1988 wurde das P&H-Kransegment mittels Lizenzerteilung von der Harnischfeger Corporation in PPM / North America eingegliedert, was heute zu Terex gehört. 1994 übernahm die Harnischfeger Corporation die Joy Mining Machinery. Nach der Asienkrise musste die Harnischfeger Corporation 1999 Insolvenz anmelden und durchlief eine umfangreiche Umstrukturierung, um die profitablen Segmente des Unternehmens im Tagebaugeschäft zu retten. Das Nachfolgeunternehmen erhielt den Namen Joy Global. Joy Global beschäftigte im Jahr 2016 fast 900 Mitarbeiter und unterhielt noch eine Produktionsstätte und die Unternehmenszentrale in Milwaukee. Im Juli 2016 übernahm Komatsu Mining Joy Global in einer 3,7-Milliarden-Dollar-Transaktion und plante, den Firmennamen des Unternehmens abzuschaffen, aber die Produktmarken P&H und Joy Global beizubehalten.